# 尾張三條站
尾張三條站（日语：／ Owari Sanjō eki */?）是位於愛知縣中島郡起町（現時：一宮市三條），名古屋鐵道起線的電車站（廢站）。

## 歷史
- 1924年（大正13年）2月1日 - 名古屋鐵道（第一代）蘇東線起至一宮（後來名為八幡町）之間開通，此站啟用[1][2]。
- 1948年（昭和23年）5月16日 - 蘇東線改名為起線。
- 1953年（昭和28年）6月1日 - 隨著客量增加，使電車暫停營業。使用巴士代行[2][1][3]。
- 1954年（昭和29年）6月1日 - 起線正式廢除，此站也被廢除[1][3]。

## 電車站構造

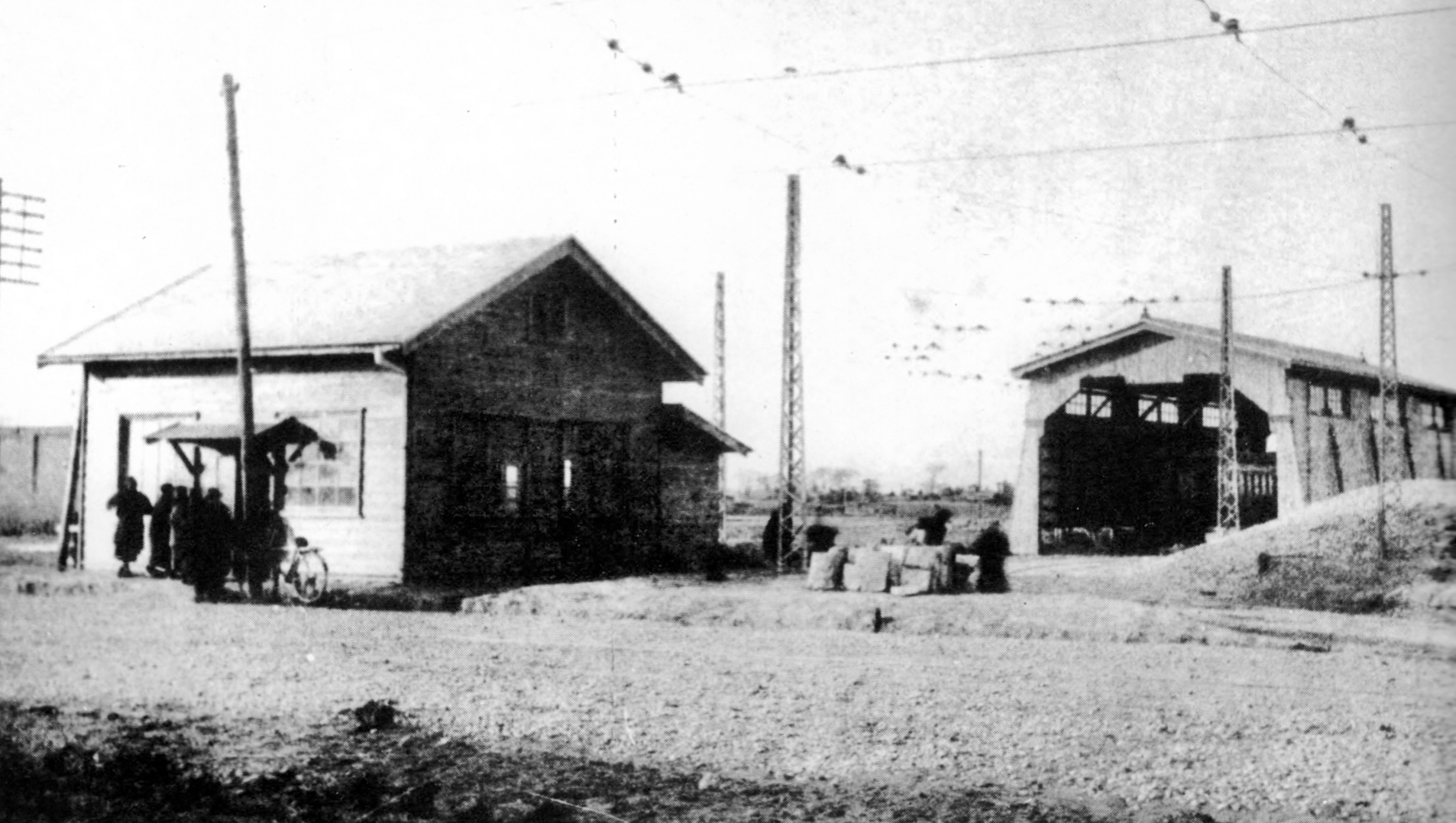
大正時代的三條車庫（後來變為三條檢車區）。左邊建築物是蘇東電氣軌道總部

截至電車站廢除前，此站是地面車站，設有2面2線的相對式月台。此站設有列車交會設施。電車站鄰接三條檢車區，成為了起線的中心角色。檢車區只會維護起線的車輛，在起線廢線時，檢車區同時廢除。檢車內擁有7架二軸車。

## 現時
車站遺址是位於名鐵巴士尾張三條巴士站附近。檢車區遺址曾經變成名鐵巴士回轉場，現時建設了西松屋。

## 相鄰電車站
名古屋鐵道
起線
籠屋－尾張三條－西三條

## 注腳
1. 1 2 3  今尾 2008，第48頁.
2. 1 2  名鉄広報宣伝部 1994.
3. 1 2  生田 2001，第114頁.
4. ↑  清水武; 田中義人. . Alpha Beta Books. 2019: 184. ISBN 978-4865988475 （日语）.
5. ↑  清水武; 田中義人. . Alpha Beta Books. 2019: 145–146頁. ISBN 978-4865988482 （日语）.